# Lista postaci serialu Metalocalypse
To jest lista postaci występujących w serialu Metalocalypse. Postacie są podzielone na kilka kategorii.

## Trybunał
Trybunał to tajna grupa monitorująca działalność Dethklok. Prawdopodobnie finansowana przez tajemniczego Mr. Selatcia (Na co wskazuje fakt, iż Gen. Crozier pracuje DLA niego). Jego członkowie są informowani o aktualnych działaniach zespołu. Jak wynika z 1 i 20 odcinka 1 serii jego zadaniem jest zapobiec "apokalipsie metalu" przepowiedzianej w sumeryjskiej przepowiedni. Rzadko podejmuje jakiekolwiek działania, ponieważ ostateczną decyzję podejmuje zawsze Selatcia. W ciągu 2 serii liczył w sumie 9 osób (nie licząc specjalistów). Trybunał liczy jeszcze 4 stałych członków, jednak oni zawsze milczą i nigdy nie zostali nazwani.

### Mr. Selatcia
Wyglądający na wiekowego, przywódca organizacji. Zajmuje główne miejsce z tyłu sali gdzie może obserwować wszystkich (z wyjątkiem prowadzącego posiedzenia Senatora Stampingston'a) samemu będąc niewidocznym. Jako lider zawsze ma ostatnie słowo i decydujący głos, co stwarza konflikt między nim a Gen. Crozierem. Zwykle opowiada się za czekaniem, unikaniem konfrontacji i zdecydowanie sprzeciwia się zabiciu zespołu.
W odcinku "The Metalocalypse has begun" odkrył swoje demoniczne wnętrze zabijając 5 żołnierzy przy użyciu telekinezy, a następnie oślepiając i wyrywając jelita Kardynałowi Ravenwood'owi, gdy ten zaczął się modlić przed zabiciem Nathan'a, Murderface'a i Pickles'a. Uśpił też i wymazał pamięć Gen. Crozier'a. W wizjach Ravenwood'a Selatcia nosił kościany pancerz z symbolami 5 członków zespołu. W "Black Fire Upon Us"
Powstrzymał Crozier'a przed walką z Revengencers. Możliwe, że miał nadzieję na wywołanie kataklizmu przez zabicie Dethklok bez modlitwy.

### Senator Stampingston
Prowadzący posiedzenia mężczyzna mający około 50 lat. Zawsze zachowuje się spokojnie i profesjonalnie. Zajmuje się wprowadzaniem obecnych w szczegóły najnowszych wydarzeń i informacje podsunięte przez Gen. Croziera'a. Zwykle nie dzieli się swoimi poglądami z innymi, lub robi to zdawkowo. Często wzywa specjalistów od absurdalnie wąskich dziedzin, którzy często mają skomplikowane i długie imiona.

### Generał Crozier
Generał amerykańskiej armii. Ma około 60 lat, siwe włosy i jest dobrze zbudowany. Bez skrupułów wykorzystuje podwładnych do realizacji własnych planów. Jego zadaniem w trybunale jest zbieranie informacji, z czego nie jest zadowolony. Ma prosty, wojskowy punkt widzenia i zwykle opowiada się za rozwiązaniami siłowymi, często przewidując zabicie członków zespołu. Jest porywczy i niecierpliwy. Od początku jest podejrzliwy wobec Selatcii. W sezonie drugim zdawał się być bardziej lojalny wobec pozostałych.
Kilkukrotnie podejmuje działania na własną rękę. W "Murdering Outside the Box" wysłał do Mordhouse zabójcę w celu eliminacji zespołu. Brat agenta, jak się później okazuje to Metal Masked Assasin. Gdy zabójca pierwszy raz podejmuje próbę zamachu, zostaje przygnieciony przez stół. Za drugim razem gdy w czasie loterii rusza w stronę podium, zostaje zaatakowany przez zwycięzcę który myśli, że rusza po jego nagrodę, w ferworze walki potyka się i nabija na "sak" Murderface'a. W "The Metalocalypse has begun" wraz z całą armią zaatakował koncert Dethklok na polskim wybrzeżu, co skończyło się dla niego zagładą całej armii i utratą pamięci.. W "Dethcorradlo" Już na rozkaz przełożonego śledził Dethklok w Amazonii, gdzie pod wpływem yopo częściowo przypomniał sobie akcję w Polsce. W "Black Fire Upon Us" razem z żołnierzami ONZ próbował (choć mógł to być podstęp, aby mieć dostęp do Dethklok, na co wskazywałby fakt, że poruszał się samemu) wspomóc obronę Mordhouse. W czym przeszkadza mu Selatcia. Nie jest jasne co się potem z nim stało.

### Kardynał Ravenwood
Starszy duchowny mający około 70 lat. Jego narodowość nie jest jasna, jednak można odnieść wrażenie, że angielski nie jest jego językiem ojczystym. Na posiedzeniach raczej milczy, jednak stara się przedstawić punkt widzenia kościoła. Od początku Selatcia budzi jego obawy i ukazuje mu się w wizjach. W odcinku "Dethreligion" on i gen. Crozier zawiązują spisek przeciwko przełożonemu i Dethklok. W "The Metalocalypse has begun" spisek dochodzi do skutku, lecz Selatcia odkrywa go (lub też ujawnia się widząc modlitwę) i zabija Ravenwood'a w wyjątkowo brutalny sposób.

### Vater Orlaag
Mężczyznę nieznanego wieku z wyglądu przypominający wikinga. Został wprowadzony do trybunału na miejsce zmarłego kardynała. Selatcia uzyskuje od niego bezwzględną lojalność. Również jest oficerem, lub też właścicielem armii najemników, gdyż w "Dethcorradlo" przydzielił Crozierowi około 30 komandosów. Jest tak posłuszny, że właściwie niewiele o nim wiadomo.

## The Revengencers (Zemściciele)
Terrorystyczna grupa walcząca z Dethklok. Została założona przypadkiem, po ucieczce Edgara Jomfru i nastolatka (The Teenager) z tajnego więzienia w Mordhouse. Obydwu odnalazł Metal Masked Assasin. Edgar Jomfru pomógł założyć organizacje i wesprzeć ją technologicznie. Kilkukrotnie jej członkowie różnymi sposobami próbowali zniszczyć lub osłabić zespół (np. mordując jej popleczników). Grupa pierwszy raz ujawniła się zabijając lidera fanklubu w Australii. Lavona Succuboso dołączyła się w odcinku "Black Fire Upon Us" przed atakiem na Mordhouse.

### Metal Masked Assasin
- Głos George "Corpsegrinder" Fisher

Brat Agenta 216 zabitego w czasie próby zamachu na Dethklok. Jest tajemniczym psychopatą który porywa ludzi i wiesza ich (często żywych) na hakach do mięsa w magazynie nieznanego miasta. Mszcząc się za brata i wypełniając obietnicę daną Gen. Crozier'owi w "The Metalocalypse Has Begun" próbuje zabić Dethklok, lecz koncentruje się raczej na zabiciu Charles'a Foster'a Ofdensen. Zna się na chemii i fizyce, co widać po tym, że konstruował bomby i sterował tajną bronią. Jest wysoki, bardzo umięśniony i ma długie białe włosy.
Pierwszy raz pojawia się w finale pierwszej serii, gdy odnajduje go Gen. Crozier i wciąga do spisku przeciw zespołowi. Po zabiciu kilkunastu fanów przeskoczył na platformę (stojącą w morzu) gdzie był grany koncert, lecz Dethklok zaczął uciekać przy użyciu Pentapodów. Jemu jednak udało się uszkodzić należący do Toki'ego i spowodować kolizję z pojazdem Skwisgaara, w efekcie zostali oni odizolowani od reszty zespołu i armii korporacji. W lesie dopada ich Assasin i chwile przed zabiciem ich zostaje powstrzymany przez Ofdensena, który łamie mu rękę i wbija jego nóż w brzuch.
Metal Masked Assasin powraca w odcinku "Dethvengeance", z metalowym usztywniaczem na ręce, torturując pracowników Dethklok w celu poznania tajnego wejścia do Mordhouse. Po późniejszej ucieczce Edgara i Nastolatka wyciąga ich z wody i zanosi, prawdopodobnie do swojego magazynu.
W "The Revengencers" razem z nowymi wspólnikami (również chcącymi śmierci zespołu) urządza atak na klinikę St. Necrophagist w celu zemsty za porażkę w Polsce i dalszej walki. W czasie koncertu (dla pacjentów szpitala) skręca kark jednemu ze strażników i ubiera jego kaptur. Gdy Ofdenson obezwładnia Nastolatka (który zdążył rzucić granat dymny) Assasin atakuje go od tyłu, kilkukrotnie uderza i wyrzuca przez okno. Następnie ryzykując życie wynosi obezwładnionych sojuszników pod ostrzałem.
W "Black Fire Upon Us" dowiadujemy się, że Ofdenson poluje na Metal Masked Assasin'a, tak samo, jak on na niego. Gdy po koncercie, na przyjęciu z okazji wydania nowej płyty pojawia się armia Revengencers, wchodząc kanalizacją (którą uciekł Edgar i Nastolatek). Assasin ostrzeliwuje Mordhouse przy użyciu broni dźwiękowej (laserowej?). Gdy Ofdensen razem z elitarnymi żołnierzami rusza na latających skuterach w celu zniszczenia broni umieszczonej poza strefą walki, Assasin ewakuuje się zza panelu kontrolnego i, po zniszczeniu jej przez Ofdensena, przejmuje jeden ze skuterów. Po długim pościgu za uciekającym managerem, zakończonym strąceniem go z kuszy przez Nastolatka, bije go brutalnie, a następnie mówi że, chce zatrzymać go przy życiu, żeby go torturować. Zanim zdołał to zrealizować został uderzony płonącą belką przez Nathana, który powiedział przy tym "Thats mi bread and butter you are fucking with" (To mój chleb z masłem\bułka z dżemem do której\którego się dopierdalasz). Jego dalszy los jest nieznany...

### Edgar Jomfru
- Głos: Brendon Small

Poruszający się na wózku inwalidzkim Edgar jest bratem Erica. Obaj są założycielami największej strony o Dethklok, "Diefordethklok.com. W odcinku "Mordland" przy próbie wyłudzenia pieniędzy od Dethklok Eric został zabity, a Edgar złapany i torturowany w tajnym więzieniu pod Mordhouse. Został tam poddany działaniu bardzo głośnej muzyki która, prawdopodobnie częściowo uszkodziła jego mózg (potem ta metoda była wykorzystywana przez niego, w celu pozyskania żołnierzy). Jest bardzo otyły, ma średniej długości ciemne włosy. Pochodzi z Sandusky w Ohio. Jest inteligentny i przez pewien czas studiował na Harvardzie.
W odcinku "Dethvengeance" razem z nastolatkiem, którego na skutek wyprania mózgu bierze za swojego brata i któremu zakłada maskę zrobioną ze szczątków jego głowy. Ucieka z Mordhouse kanalizacją. Po wypłynięciu poza teren Dethklok odnajduje ich Metal Masked Assasin. Prawdopodobnie wspólnie zakładają organizacje Revengencers.
Następny raz pojawia się w odcinku "The Revengencers", gdzie cała trójka atakuje Dethklok na koncercie w szpitalu, granym dla ofiar zamachów zorganizowanych przez Zemścicieli. Edgar stara się zastrzelić zespół (dokładniej Nathana) z karabinu snajperskiego, jednak powstrzymują go zmasakrowani w zamachach pacjenci, łamiąc mu nos i gryząc go. Jednak ratuje go i wynosi z budynku Metal Masked Assasin.
Ostatni raz uderzenie następuje w ostatnim odcinku drugiej serii-"Black Fire Upon Us". Edgar konstruuje wtedy działo dźwiękowe (lub laserowe), a osobiście rusza do Mordhouse, aby własnoręcznie dokonać zemsty. Odnajduje zamkniętych w sekretnym schronie Picklesa i Skwisgaara, jednak gdy próbuje ich zastrzelić z trzymanej strzelby, nawiedzają go retrospekcje. Gdy przypomina sobie kim był i co się stało odkłada broń, a chwile później zostaje obezwładniony przez jednego ze strażników. Jego przyszły los również jest zagadką.

### The Teenager (Nastolatek)
- Głos: Tommy Blacha

Nastolatek był normalną osobą, uwięzioną w Mordhouse za nielegalne ściąganie muzyki Dethklok. W celi spotkał Edgara Jomfru który wziął go za swojego brata i założył mu maskę ze zwłok jego prawdziwego brata. Po ucieczce wykopanym przez Edgara tunelem, razem z nim dołączył do "The Revengencers". Od ucieczki nie powiedział ani jednego słowa i bez wahania wykonuje wszystkie polecenia Edgara. Z uwagi na niewielkie umiejętności zwykle nie wykonuje odpowiedzialnych zadań.
W odcinku "The Revengencers" podkłada bombę w kawiarni, na imprezie promocyjnej Dethklok i współpracującego z nim koncernu "Duncan Hill Coffe", a następnie w szpitalu kładzie zasłonę dymną, jednak chwile później zostaje ogłuszony przez Ofdensena.
W "Black Fire Upon Us" pociskiem z kuszy strąca lecącego na latającym skuterze Ofdensena, lecz zostaje ogłuszony przez gen. Croziera, który przybył do Mordhouse. Jego przyszłość jest nieznana.

### Lavona Succuboso
- Głos: Angela Gossow z Arch Enemy

Mówiąca z niemieckim akcentem przywódczyni tajnej organizacji "Succuboso Explosion" mającej na celu złapania Nathana i stworzenia z jego potomków rasy wojowników, która opanuje ziemię. Organizacja (składająca się tylko z kobiet) mówi o sobie "We are the vessels that hold the future." (Jesteśmy laskami, które trzymają przyszłość).
W "Klokblocked" Lavona uderza na koncercie strzelając do Nathana swoją tajną bronią, której działanie nie jest jasne, jednak Murderface zauważa pocisk i zasłania Nathana własnym ciałem. Pocisk na linie trafia w bas Murderface'a, co powoduje zwarcie obezwładniające Lavonę.
W "Black Fire Upon Us" atakuje Nathana niosącego pijanego Tokiego. Kopie go, a następnie uderza, jednak zostaje złapana przez Nathana. Na pytanie Nathana, czego od niego chce całuje go, a po chwili kopie go, obezwładniając, gdy wyciąga swoją broń Toki ogłusza ją butelką. Nie wiadomo, czy udało jej się uciec z płonącego budynku.